# 치밀 결합 조직
치밀 결합 조직(dense connective tissue)은 치밀 섬유 조직(dense fibrous tissue)이라고도 불리며 섬유를 주요 기질 요소로 하는 결합 조직의 한 유형이다. 조밀 결합 조직이라고도 하며 안구의 각막 고유질 등에서 나타난다.

## 분류
치밀 규칙 결합 조직 또는 치밀 불규칙 결합 조직으로 분류된다.

## 같이 보기
- 결합 조직
- 성긴 결합 조직